# Commonwealth Games 2022/Teilnehmer (Falklandinseln)
| Gelbes Symbol für Goldmedaillen mit stilisierten Olympischen Ringen | Graues Symbol für Silbermedaillen mit stilisierten Olympischen Ringen | Braundes Symbol für Bronzemedaillen mit stilisierten Olympischen Ringen |
| ------------------------------------------------------------------- | --------------------------------------------------------------------- | ----------------------------------------------------------------------- |
| —                                                                   | —                                                                     | —                                                                       |

Die Falklandinseln nahmen mit 16 Athleten (8 Männer und 8 Frauen) an den Commonwealth Games 2022 teil. Es war die insgesamt 11. Teilnahme an Commonwealth Games.

## Teilnehmer nach Sportarten

### Badminton
| Athleten                     | Wettbewerb | 1. Runde                     | 1. Runde           | 2. Runde                    | 2. Runde           | 3. Runde      | 3. Runde      | Viertelfinale | Viertelfinale | Halbfinale    | Halbfinale    | Finale        | Finale        | Rang |
| Athleten                     | Wettbewerb | Gegner                       | Ergebnis           | Gegner                      | Ergebnis           | Gegner        | Ergebnis      | Gegner        | Ergebnis      | Gegner        | Ergebnis      | Gegner        | Ergebnis      | Rang |
| ---------------------------- | ---------- | ---------------------------- | ------------------ | --------------------------- | ------------------ | ------------- | ------------- | ------------- | ------------- | ------------- | ------------- | ------------- | ------------- | ---- |
| Männer                       |            |                              |                    |                             |                    |               |               |               |               |               |               |               |               |      |
| Ben Chater                   | Einzel     | C. Kakora                    | 0:2 (10:21, 8:21)  | ausgeschieden               | ausgeschieden      | ausgeschieden | ausgeschieden | ausgeschieden | ausgeschieden | ausgeschieden | ausgeschieden | ausgeschieden | ausgeschieden | 33   |
| Doug Clark                   | Einzel     | A. Nibal                     | 0:2 (10:21, 11:21) | ausgeschieden               | ausgeschieden      | ausgeschieden | ausgeschieden | ausgeschieden | ausgeschieden | ausgeschieden | ausgeschieden | ausgeschieden | ausgeschieden | 33   |
| Duane March                  | Einzel     | C. Smith                     | 0:2 (3:21, 4:21)   | ausgeschieden               | ausgeschieden      | ausgeschieden | ausgeschieden | ausgeschieden | ausgeschieden | ausgeschieden | ausgeschieden | ausgeschieden | ausgeschieden | 33   |
| Ben Chater Dwight Joshua     | Doppel     | -                            | -                  | A. Nibal / A. Rasheed       | 0:2 (14:21, 11:21) | ausgeschieden | ausgeschieden | ausgeschieden | ausgeschieden | ausgeschieden | ausgeschieden | ausgeschieden | ausgeschieden | 17   |
| Doug Clark Duane March       | Doppel     | -                            | -                  | T. Pham / J. Yu             | 0:2 (5:21, 7:21)   | ausgeschieden | ausgeschieden | ausgeschieden | ausgeschieden | ausgeschieden | ausgeschieden | ausgeschieden | ausgeschieden | 17   |
| Frauen                       |            |                              |                    |                             |                    |               |               |               |               |               |               |               |               |      |
| Vicky Chater                 | Einzel     | G. Siddique                  | 0:2 (4:21, 3:21)   | ausgeschieden               | ausgeschieden      | ausgeschieden | ausgeschieden | ausgeschieden | ausgeschieden | ausgeschieden | ausgeschieden | ausgeschieden | ausgeschieden | 33   |
| Soraye March                 | Einzel     | Freilos                      | Freilos            | D. Laurens Jordaan          | 0:2 (12:21, 1:21)  | ausgeschieden | ausgeschieden | ausgeschieden | ausgeschieden | ausgeschieden | ausgeschieden | ausgeschieden | ausgeschieden | 17   |
| Louise Williams              | Einzel     | T. Williams                  | 0:2 (8:21, 10:21)  | ausgeschieden               | ausgeschieden      | ausgeschieden | ausgeschieden | ausgeschieden | ausgeschieden | ausgeschieden | ausgeschieden | ausgeschieden | ausgeschieden | 33   |
| Vicky Chater Cheryl March    | Doppel     | -                            | -                  | P. Nantuo / C. Tornyenyor   | 0:2 (17:21, 20:22) | ausgeschieden | ausgeschieden | ausgeschieden | ausgeschieden | ausgeschieden | ausgeschieden | ausgeschieden | ausgeschieden | 17   |
| Laura Harada Louise Williams | Doppel     | -                            | -                  | J. MacPherson / C. Torrance | 0:2 (4:21, 5:21)   | ausgeschieden | ausgeschieden | ausgeschieden | ausgeschieden | ausgeschieden | ausgeschieden | ausgeschieden | ausgeschieden | 17   |
| Mixed                        |            |                              |                    |                             |                    |               |               |               |               |               |               |               |               |      |
| Ben Chater Vicky Chater      | Doppel     | Freilos                      | Freilos            | D. Wanagaliya / H. Kobugabe | 0:2 (13:21, 7:21)  | ausgeschieden | ausgeschieden | ausgeschieden | ausgeschieden | ausgeschieden | ausgeschieden | ausgeschieden | ausgeschieden | 17   |
| Doug Clark Cheryl March      | Doppel     | L. Yingxiang / G. Somerville | 0:2 (4:21, 3:21)   | ausgeschieden               | ausgeschieden      | ausgeschieden | ausgeschieden | ausgeschieden | ausgeschieden | ausgeschieden | ausgeschieden | ausgeschieden | ausgeschieden | 33   |
| Duane March Laura Harada     | Doppel     | S. Ricketts / T. Richardson  | 0:2 (3:21, 4:21)   | ausgeschieden               | ausgeschieden      | ausgeschieden | ausgeschieden | ausgeschieden | ausgeschieden | ausgeschieden | ausgeschieden | ausgeschieden | ausgeschieden | 33   |
| Dwight Joshua Soraye March   | Doppel     | T. Pham / A. Yu              | 0:2 (2:21, 5:21)   | ausgeschieden               | ausgeschieden      | ausgeschieden | ausgeschieden | ausgeschieden | ausgeschieden | ausgeschieden | ausgeschieden | ausgeschieden | ausgeschieden | 33   |

### Bowls
| Athleten                                           | Wettbewerb | Gruppenphase      | Gruppenphase       | Gruppenphase    | Gruppenphase    | Gruppenphase | Viertelfinale | Halbfinale    | Finale / Spiel um Platz 3 | Rang |
| Athleten                                           | Wettbewerb | Spiel 1           | Spiel 2            | Spiel 3         | Spiel 4         | Rang         | Viertelfinale | Halbfinale    | Finale / Spiel um Platz 3 | Rang |
| -------------------------------------------------- | ---------- | ----------------- | ------------------ | --------------- | --------------- | ------------ | ------------- | ------------- | ------------------------- | ---- |
| Männer                                             |            |                   |                    |                 |                 |              |               |               |                           |      |
| Chris Locke                                        | Einzel     | I. McLean 5:21    | M. Borgohain 5:21  | R. Davis 7:21   | S. McIllroy     | 5            | ausgeschieden | ausgeschieden | ausgeschieden             | 20   |
| Garry Tyrell Chris Locke                           | Doppel     | Cook-Inseln 12:23 | Indien 4:36        | England 5:47    | Malaysia 6:35   | 5            | ausgeschieden | ausgeschieden | ausgeschieden             | 19   |
| Frauen                                             |            |                   |                    |                 |                 |              |               |               |                           |      |
| Daphne Arthur-Almond                               | Einzel     | L. Daniels 2:21   | T. Choudhury 21:20 | S. O’Neill 2:21 | D. Hoggan 5:21  | 5            | ausgeschieden | ausgeschieden | ausgeschieden             | 16   |
| Andrea Stanworth Daphne Arthur-Almond Trudi Clarke | Trio       | Nordirland 10:22  | Singapur 10:23     | Australien 8:29 | Südafrika 14:20 | 5            | ausgeschieden | ausgeschieden | ausgeschieden             | 16   |

### Radsport

#### Straße
| Athleten   | Wettbewerb    | Zeit         | Rang |
| ---------- | ------------- | ------------ | ---- |
| Männer     |               |              |      |
| Jim Horton | Straßenrennen | DNF          | DNF  |
| Jim Horton | Zeitfahren    | 1:02:45,73 h | 46   |

### Tischtennis
| Athleten         | Wettbewerb | Gruppenphase                           | Gruppenphase                             | Gruppenphase | 1. Runde      | 1. Runde      | Achtelfinale  | Achtelfinale  | Viertelfinale | Viertelfinale | Halbfinale    | Halbfinale    | Finale / Spiel um Platz 3 | Finale / Spiel um Platz 3 | Rang          |
| Athleten         | Wettbewerb | Spiel 1                                | Spiel 2                                  | Rang         | Gegner        | Ergebnis      | Gegner        | Ergebnis      | Gegner        | Ergebnis      | Gegner        | Ergebnis      | Gegner                    | Ergebnis                  | Rang          |
| ---------------- | ---------- | -------------------------------------- | ---------------------------------------- | ------------ | ------------- | ------------- | ------------- | ------------- | ------------- | ------------- | ------------- | ------------- | ------------------------- | ------------------------- | ------------- |
| Männer           |            |                                        |                                          |              |               |               |               |               |               |               |               |               |                           |                           |               |
| Javier Sotomayor | Einzel     | T. Cogill 0:4 (5:11, 3:11, 5:11, 9:11) | D. Chambers 0:4 (4:11, 2:11, 3:11, 0:11) | 3            | ausgeschieden | ausgeschieden | ausgeschieden | ausgeschieden | ausgeschieden | ausgeschieden | ausgeschieden | ausgeschieden | ausgeschieden             | ausgeschieden             | ausgeschieden |